# مسيحية لا طائفية

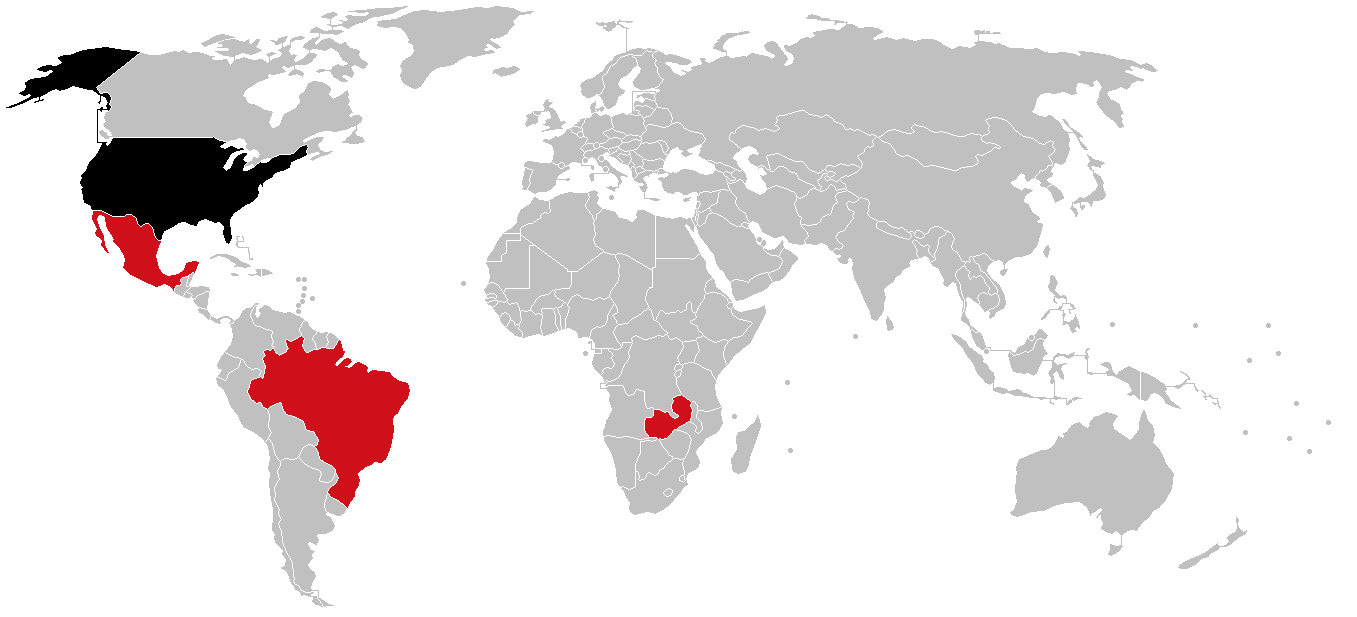
خريطة توضح أعداد المسيحيين اللاطائفيين في 2010
أكثر من 10 مليون
أكثر من 1 مليون

مسيحية لا طائفية (بالإنجليزية: Nondenominational Christianity) هُم المسيحيون الذين يصرحون بمسيحيتهم لكن يرفضون رفضاً قاطعاً أن ينتموا إلى أي طائفة ويصنفون أيضاً كبروتستانت ويقولون أنهم مسيحيين بطريقتهم الخاصة من دون نظام عبادة وإيمان كلي مثل اتباع كنيسة معينة.
تبلغ نسبة المسيحيين اللاطائفيين في الولايات المتحدة حوالي 10 ملايين نسمة، ويتواجدون أيضاً في البرازيل والمكسيك ودول أُخرى من بينها المجر وزامبيا بنسبة مليون مسيحي لاطائفي.

## لمحة تاريخية
ظهرت أوائل الكنائس اللاطائفية في الولايات المتحدة خلال القرن العشرين، على شكل كنائس مستقلة.
ازدهرت المنظمات التبشيرية المسكونية واللاطائفية، وخاصة بعثات الإيمان، في النصف الثاني من القرن التاسع عشر، بداية من جمعية التبشير النسائية (تأسست في الولايات المتحدة في عام 1861) وبعثة التبشير الصينية (تأسست في بريطانيا في عام 1865). تضمّنت المجموعات التبشيرية الأمريكية التي تأسست لاحقًا التحالف المسيحي والتبشيري (1887)، وبعثة التحالف الإنجيلية (1890)، وبعثة التبشير السودانية (1893)، وبعثة التبشير الإفريقية (1895).
شهدت التجمعات اللاطائفية نموًا كبيرًا ومستمرًا في القرن الحادي والعشرين، وخاصة في الولايات المتحدة. ولو أن الكنائس اللاطائفية دُمجت في مجموعة واحدة، فإنها تمثّل مجتمعة ثالث أكبر تجمّع مسيحي في الولايات المتحدة في عام 2010، بعد الكنيسة الرومانية الكاثوليكية والجمعية المعمدانية الجنوبية.
في آسيا، وخاصة في سنغافورة وماليزيا، أصبحت هذه الكنائس أكثر عددًا أيضًا منذ تسعينيات القرن العشرين.

## الخصائص
لا تنتمي الكنائس اللاطائفية إلى تيار طائفي محدد من الحركات الإنجيلية، إما بناء على اختيار مؤسساتها أو لأنها انفصلت عن طائفتها الأصلية في وقت ما من تاريخها. مثل التجمعات الطائفية، تختلف التجمعات اللاطائفية في الحجم وطقوس العبادة والخصائص الأخرى. على الرغم من أن التجمعات اللاطائفية مستقلة، إلا أن العديد منها يختار الانتماء إلى شبكة أوسع من التجمعات، مثل آي إف سي إي إنترناشنال (الكنائس الأساسية المستقلة في أمريكا سابقًا).
يمكن تمييز الكنائس اللاطائفية عن الحركة الإنجيلية، على الرغم من أن الكنائس اللاطائفية مستقلة ولا تحظى بتصنيفات رسمية أخرى.
تُلاحَظ الحركة بشكل خاص في الكنائس الكبرى.
غالبًا ما تستخدم الكنائس الكاريزماتية الحديثة مصطلح لاطائفي لتعريف نفسها.
من المرجح أن تعرِّف الكنائس -التي تركز على الباحثين- عن نفسها بأنها لاطائفية.

## الانتقاد
يجادل ستيفن بروذارو الباحث في الأديان في جامعة بوسطن بأن اللاطائفية تخفي القضايا اللاهوتية والروحية الأساسية التي أدت في البداية إلى تقسيم المسيحية إلى طوائف تحت غطاء «الوحدة المسيحية». ويقول إن اللاطائفية تشجع على الانحدار بالمسيحية -وفي الواقع جميع الأديان- واعتبارها «أخلاقيات عامة» بسيطة بدلًا من التركيز عليها في مواجهة تعقيدات ثقافة المترددين على الكنيسة وروحانياتهم. يجادل بروذارو أيضًا أن اللاطائفية تشجع الجهل بالكتاب المقدس، ما يقلل من مجمل الإلمام الديني ويزيد احتمال حدوث سوء فهم وصراع بين الأديان.
يقول اللاهوتي المسكوني المعمداني ستيفن ر. هارمون «ليس هناك وجود لما يسمى» بالكنيسة اللاطائفية، لأنه «بمجرد أن تتخذ الكنيسة التي يُفترض بأنها لاطائفية قراراتٍ بشأن طقوس العبادة، ومن ستعمّد وكيف ستعمّدهم، وكيف ستحتفل بالقربان المقدس وبأي فهم ستحتفل به، وماذا ستعلّم، ومن سيكون كهنتها وكيف سيتم تكليفهم، أو كيف ستكون علاقتهم بهذه الكنائس، فإن هذه القرارات تضع الكنيسة ضمن تيارٍ لنوع معين من التقاليد الطائفية». ويقول هارمون إن التقاليد الطائفية هي أفضل طريقة لخدمة قضية الوحدة المسيحية، حيث إن «لكل منها صلات تاريخية بكاثوليكية الكنيسة ... ونحن نحرز تقدمًا باتجاه الوحدة عندما تتشارك الطوائف نماذجها المميزة من الكاثوليكية مع بعضها».
كتبت اللاهوتية المشيخية الدوغماتية آمي بلانتينغا باو أن التجمعات البروتستانتية اللاطائفية «غالبًا ما يبدو أنها لا تعترف بفضل تقاليد الكنيسة الأكبر عليها وروابطها معها» وتقول بأن «هذه الكنائس اللاطائفية تعيش الآن خارج العاصمة اللاهوتية لأكثر المجتمعات المسيحية رسوخًا، بما فيها البروتستانتية اللاطائفية». تعتبر باو الطائفية «قوة موحِّدة وحافظة في المسيحية، إذ تغذّي التقاليدَ اللاهوتية المميزة وتدفعها للاستمرار» (مثل الحركة الإصلاحية الميثودية التي تدعمها الطوائف الميثودية).